# 范扎戈天文钟

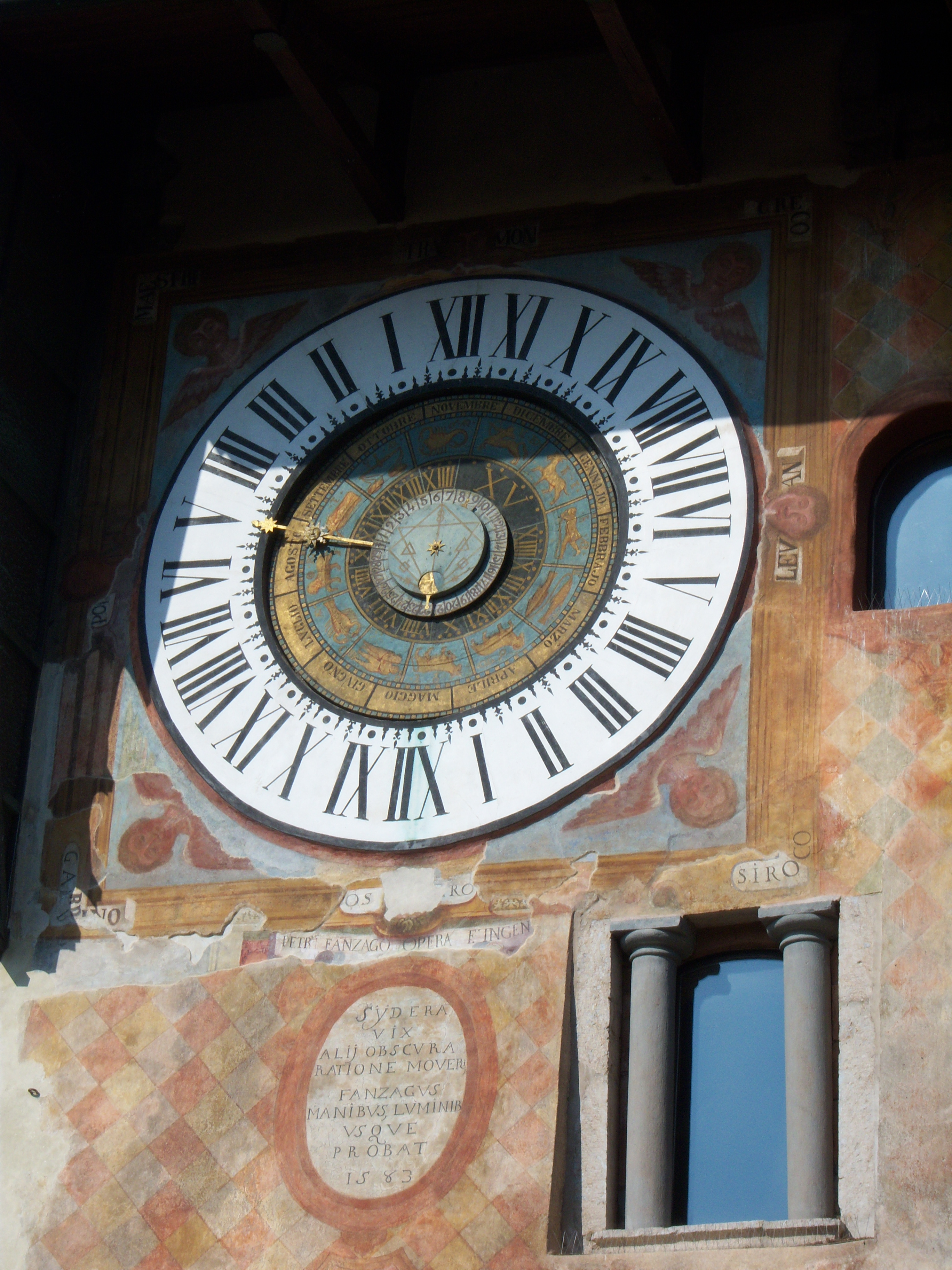
范扎戈天文钟

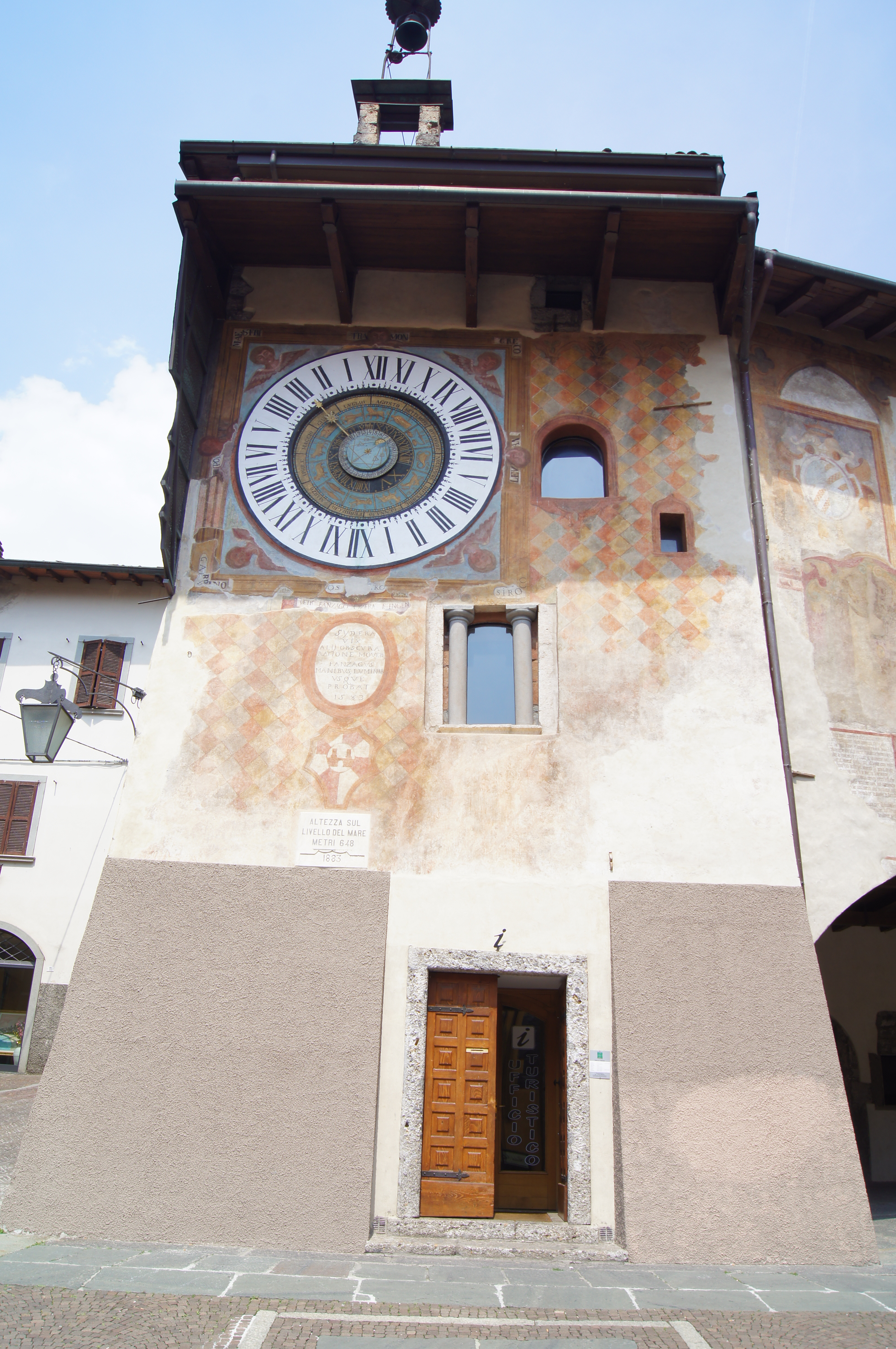

范扎戈天文钟（義大利語：Orologio astronomico Fanzago）是一口天文钟，位于意大利伦巴第大区贝加莫省克卢索内市政宫（Palazzo Comunale）西南角的中世纪塔楼上。 可追溯到1583年，由当地数学家彼得罗·范扎戈设计，至今仍在运行。1873年、1928年和2006年曾进行维修。
时钟的表盘直径为3.5米，指示时、日、月、太阳和月亮在黄道带中的位置、月相等。表盘下方的铭文是拉丁文：

| SYDERA VIX ALII OBSCURA RATIONE MOVERI FANZAGUS MANIBUS, LUMINIBUSQUE PROBAT 1583 | 星辰不会因不明原因而移动， 范扎戈用他的双手和他的天才来证明。 1583 |